# Jean Murat (actor)
|  | Per a altres significats, vegeu «Jean Murat». |

Jean Robert Édouard Murat (Perigús, 13 de juliol de 1888 – Ais de Provença, 4 de gener de 1968) va ser un actor cinematogràfic francès.

## Biografia
Nascut a Perigús, Dordonya, va estar casat amb l'actriu Annabella. Fill d’un comerciant, va cursar estudis a Perigús, Rennes, i a la Indoxina, es va unir a l'exèrcit durant cinc anys abans de convertir-se en periodista. Es va quedar com a corresponsal a Londres el 1912 i després a Berlín el 1913 per a un diari francès.
Mobilitzat durant la Primera Guerra Mundial, Jean Murat va servir a la infanteria i va ser ferit per metralla a la mà el setembre de 1914. Transferit a l'artilleria pesada el desembre de 1915, va passar a la força aèria el setembre de 1916. Pilot amb llicència i nomenat caporal el 1917, va servir en un esquadró de bombardeig. Va passar al tren d’equipatges militars per incapacitat per volar el juny de 1918 i va ser desmobilitzat el març de 1919.
IVa començar la seva carrera cinematogràfica, una mica per casualitat, interpretant a un «bell militar», un paper que repetiria al llarg de bona part de la seva trajectòria.
Jean Murat també va fer papers antipàtics en l'època del cinema mut, com en Galerie des monstres, de Jaque-Catelain (1924), o Carmen, de Jacques Feyder (1926). Tanmateix, l'arribada del sonor va permetre que el públic conegués la seva veu, bella i greu. Arquetip del seductor esportiu, del militar i de l'home d'honor, va aconseguir un gran èxit amb el film La nuit est à nous, de Roger Lion (1929).
Passats els quaranta anys d'edat Jean Murat no podia ja encarnar els seus primers papers de joves personatges, per la qual cosa va haver de centrar-se en papers de repartiment.
D'entre la seva filmografia destaquen els films La Kermesse heroica de Jacques Feyder, Si Versailles m'était conté... de Sacha Guitry (on hi interpreta Louvois), Les Grandes Familles de Denys de La Patellière i Les Misérables de Jean-Paul Le Chanois.
Fou sebollit al cementiri Saint-Pierre d'Ais de Provença.

## Filmografia

### Cinema mut
- 1918 : Mothers of men, de Édouard José
- 1920 : Expiation, de Fred Niblo
- 1922 : L'Autre aile, de Henri Andréani
- 1922 : La Sirène de pierre, de Roger Lion i Virginia de Castro
- 1923 : Les Yeux de l'âme, de Roger Lion
- 1924 : Souvent femme varie, de Jean Legrand
- 1924 : La Fontaine des amours, de Roger Lion
- 1924 : La Galerie des monstres, de Jaque-Catelain
- 1924 : Nostalgie, de Genaro Righelli
- 1925 : Le Stigmate, de Louis Feuillade
- 1925 : Les Fiançailles rouges, de Roger Lion
- 1925 : Le Roi de la pédale, de Maurice Champreux
- 1926 : Carmen, de Jacques Feyder
- 1926 : La Proie du vent, de René Clair
- 1927 : Duel, de Jacques de Baroncelli
- 1927 : Der anwalt des Herzens, de William Thiele
- 1927 : Valencia, de Jaap Speyer
- 1928 : L'Équipage, de Maurice Tourneur
- 1928 : L'Eau du Nil, de Marcel Vandal
- 1928 : Flucht aus der hölle, de Georg Asagaroff
- 1928 : Le Looping de la mort, d'Arthur Robison
- 1928 : La Grande Épreuve, d'Alexandre Ryder
- 1929 : L'As de pique, de Rudolph Meinert
- 1929 : L'Évadée, de Henri Menessier
- 1929 : Masken, de Rudolph Meinert
- 1929 : Broadcasting, de André Berthomieu
- 1929 : La Divine Croisière, de Julien Duvivier
- 1929 : Vénus, de Louis Mercanton
- 1929 : La nuit est à nous, de Henry Roussell i Carl Froelich

### Cinema sonor
- 1930 : La Femme d'une nuit, de Marcel L'Herbier
- 1930 : La Folle aventure, de André-Paul Antoine i Carl Froelich
- 1930 : Soixante-dix-sept rue Chalgrin, de Albert de Courville
- 1930 : Barcarolle d'amour, de Henry Roussell
- 1931 : Un trou dans le mur, de René Barberis
- 1931 : Dactylo, de Wilhelm Thiele
- 1931 : I.F.1 ne répond plus, de Karl Hartl
- 1931 : Le Capitaine Craddock, de Hanns Schwarz i Max de vaucorbeil
- 1931 : Paris-Méditerranée, de Joe May
- 1932 : Le Dernier choc, de Jacques de Baroncelli
- 1932 : Le Vainqueur, de Hans Heinrich
- 1932 : Mademoiselle Josette, ma femme, d'André Berthomieu
- 1932 : Stupéfiants, de Kurt Gerron
- 1933 : L'Homme à l'Hispano, de Jean Epstein
- 1933 : La Châtelaine du Liban, de Jean Epstein
- 1933 : Toi que j'adore, de Géza von Bolváry
- 1933 : Un certain M. Grant, de Gerhardt Lebon
- 1934 : Dactylo se marie, de René Pujol i Joe May
- 1934 : Le Secret des Woronzeff, de Arthur Robison
- 1935 : L'Équipage, de Anatole Litvak
- 1935 : Deuxième Bureau, de Pierre Billon
- 1935 : La Kermesse heroica (La Kermesse héroïque), de Jacques Feyder
- 1935 : La Sonnette d'alarme, de Christian-Jaque
- 1936 : Anne-Marie, de Raymond Bernard
- 1936 : L'Homme à abattre, de Léon Mathot
- 1936 : La Guerre des gosses, de Jacques Daroy
- 1936 : Les Mutinés de l'Elseneur, de Pierre Chenal
- 1937 : Aloha, le chant des îles, de Léon Mathot
- 1937 : Nuits de princes, de Vladimir Strichewsky
- 1937 : Troïka sur la piste blanche, de Jean Dréville
- 1938 : J'étais une aventurière, de Raymond Bernard
- 1939 : Le Capitaine Benoît, de Maurice Cammage
- 1939 : Le Père Lebonnard, de Jean de Limur
- 1941 : Les Hommes sans peur, de Yvan Noé
- 1941 : Mademoiselle Swing, de Richard Pottier
- 1941 : Six petites filles en blanc, de Yvan Noé
- 1942 : La Chèvre d'or, de René Barberis
- 1942 : La Femme perdue, de Jean Choux
- 1943 : L'Éternel Retour, de Jean Delannoy
- 1945 : Christine se marie, de René Le Hénaff
- 1946 : Chemins sans loi, de Gaston Radot
- 1947 : Bethsabée, de Léonide Moguy
- 1948 : Bagarres, de Henri Calef
- 1950 : Les Aventuriers de l'air, de René Jayet
- 1950 : On the Riviera, de Walter Lang
- 1951 : Rich, young and pretty'', de Norman Taurog
- 1953 : Alerte au Sud, de Jean Devaivre
- 1953 : La Nuit est à nous, de Jean Stelli
- 1953 : Le Grand Pavois, de Jack Pinoteau
- 1953 : Le Guérisseur, de Yves Ciampi
- 1953 : Si Versailles m'était conté, de Sacha Guitry
- 1954 : Huis clos, de Jacqueline Audry
- 1954 : Opération Tonnerre, de Gérard Sandoz
- 1955 : Il mantello rosso, de Giuseppe-Maria Scotese
- 1955 : L'Amant de lady Chatterley, de Marc Allégret
- 1957 : Trois de la marine, de Maurice de Canonge
- 1957 : Ces dames préfèrent le mambo, de Bernard Borderie
- 1957 : Der Fuchs von Paris, de Paul May
- 1957 : Paris clandestin, de Walter Kapps
- 1958 : Les Misérables, de Jean-Paul Le Chanois
- 1958 : Paris holiday, de Gerd Oswald
- 1958 : Auferstehung, de Rolf Hansen
- 1958 : Les Grandes Familles, de Denys de La Patellière
- 1959 : Le vent se lève, de Yves Ciampi
- 1960 : Il piaceri del sabato notte, de Daniele d'Anza
- 1960 : It Happened in Athens, d'Andrew Marton
- 1961 : Les Sept Péchés capitaux, episodi L'Envie, de Édouard Molinaro
- 1964 : Il ponte del sospiri, de Piero Pierotti